# Arirang (chant)
Cet article concerne la chanson traditionnelle coréenne Arirang. Pour les autres significations, voir Arirang.
Arirang (coréen : 아리랑) est la chanson traditionnelle et folklorique de la musique coréenne la plus connue et la plus populaire aussi bien en Corée qu'à l'étranger. Il en existe plusieurs versions, aussi bien en Corée du Sud qu'en Corée du Nord. « L’Arirang, chant lyrique traditionnel en République de Corée » a été inscrit en 2012 par l'UNESCO sur la liste représentative du patrimoine culturel immatériel de l'humanité pour la république de Corée, et en 2014 pour la république populaire démocratique de Corée.
La plupart des différentes versions de la chanson Arirang décrivent les efforts éprouvés par des voyageurs, sujets de la chanson, alors qu'ils tentent de traverser un col.
Arirang est en fait le nom de l'un de ces passages montagneux, et c'est pour cette raison que Arirang est devenu le titre de la chanson.
En Corée, plusieurs cols portent le nom de Arirang, l'un d'entre eux étant situé entre plusieurs collines du nord-est de Séoul. Toutefois, le col Arirang était à l'origine appelé col de Jeongneung et ne fut renommé col Arirang qu'en 1926, en hommage au film du même nom.
En outre, certaines variantes de la chanson font également mention de Mungyeong Saejae, une passe montagnarde déjà utilisée à l'époque de la période Joseon et qui constituait une liaison essentielle sur la route entre Séoul et la province du Gyeongsang.
Les différentes variantes sont indiquées par l'ajout du nom du lieu d'origine de la version dans le titre même de la chanson.

## La chanson Arirang en Corée du Sud
La version de la chanson Arirang la plus ancienne est sans conteste la chanson Jeongseon Arirang qui est chantée depuis plus de 600 ans dans le district de Jeongseon, situé dans la province de Gangwon, au nord-est de l'actuelle Corée du Sud.
| Hangeul | Romanisation |
| --- | --- |
| 강원도, 금강산, 일만 이천봉 팔만 구암자, 유점사 법당 뒤에 칠성단, 도두 뭍고 팔자에 없는, 아들 딸 낳아 딸라고 석달 열흘 노구에 정성을 말구 타관밸리, 외로이 난 사람 니가 괄세를 마라 아리랑, 아리랑, 아라리요 아리랑 고개 고개로 나를 넘겨 주오 강원고, 금강산, 일만 이천봉 팔만 구암자, 유점사 법당 뒤에 촛불을 밝혀 놓고 아들 딸 낳아 달라고 두 손을 모아 비는 구나 어기야 디여차, 어야디야 어기어차 뱃놀이 가잔다 붇딪하는 파도 소리 장을 깨우니 들여오는 노 소리 처량도 하구나 어기야 디여차, 어야디야 어기어차 뱃놀이 가잔다 배 띄워라 배를 띄워라 만경창파에 배를 띄워라 어기야 디여차, 어야디야 어기어차 | Gangwon-do, geumgang-san, ilman icheonbong palman gu-amja, yujeomsa beobdang dwi-e chilseongdan, dodu mutgo palja-e eobneun, adeul ttal naha dallago seokdal yeolheul nogu-e jeongseong-eul malgu takwanbaelli, oero-i nan saram niga gwalsereul mara arirang, arirang, arariyo arirang gogae gogaero nareul neomkyeo ju-o gwangwon-do, geumgang-san, ilman icheonbong palman gu-amja, yujeomsa beobdang dwi-e chotbureul balkhyeo noko adeul ttal naha dallago du soneul mo-a bineun guna eogiya diyeocha, eoyadiya eogi-eocha baetnori gajanda buttit-haneun pado sori jang-eul kkae-uni deuryeo-oneun no sori cheoryangdo haguna eogiya diyeocha, eoyadiya eogi-eocha baetnori gajanda bae tteui-weora baereul tteui-weora mangyeongpa-e baereul tteui-weora |

Mais c'est toutefois Bonjo Arirang qui demeure la version la plus populaire en Corée du Sud et à l'étranger. Bonjo (본조; 本調) signifie en effet standard en coréen, et son origine géographique, localisée dans la région de Séoul et la province du Gyeonggi, a contribué à accentuer sa renommée. Si bien que Bonjo Arirang est désormais communément appelée Arirang, preuve de l'ascendant qu'elle a prise sur les autres variantes de la chanson.
Bonjo Arirang constitue de fait une version beaucoup plus récente que Jeongseon Arirang, et doit sa grande popularité au film Arirang, réalisé en 1926 par Na Un-gyu.
 De nos jours, la suprématie de Bonjo Arirang demeure relativement incontestable. Bonjo Arirang est en effet l'un des chants des supporters de l'Équipe de Corée du Sud de football et fut revisité par le très en vue trio de chanteurs SG Wannabe en 2007 dans une chanson elle aussi intitulée Arirang.
D'autres noms peuvent également parfois être attribués à Bonjo Arirang, notamment Shin Arirang (신 signifiant "nouvel" en coréen) ou Gyeonggi Arirang.
Parmi les autres versions régionales de Arirang, on compte parmi les plus célèbres, Jindo Arirang (진도 아리랑 en coréen), originaire du district de Jindo et mise en scène par Im Kwon-taek dans le film La Chanteuse de pansori (Seopyeonje), ainsi que Miryang Arirang (밀양 아리랑), provenant de la ville de Miryang, dans la province du Gyeongsang du Sud.
Enfin, le terme Paldo Arirang peut aussi être utilisé pour désigner les versions régionales de Arirang originaires des huit provinces coréennes traditionnelles sous la dynastie Chosŏn. Pal (팔) veut en effet dire « huit », et Do (도), province.
| Paroles de Bonjo Arirang |
| --- |
| Hangeul |
| 아리랑 아리랑 아라리요 아리랑 고개로 넘어간다 나를 버리고 가시는 님은 십리도 못가서 발병난다.                                                                           |
| Romanisation |
| Arirang, Arirang, Arariyo Arirang gogaero neomeoganda. Nareul beorigo gasineun nimeun Simnido motgaseo balbyeongnanda.                                                  |
| Français |
| Arirang, Arirang, Arariyo Je traverse le col Arirang. Celui (celle) qui m'a abandonné (ici) Ne pourra pas marcher pendant dix li avant que ses pieds ne soient blessés. |

## La chanson Arirang en Corée du Nord
En Corée du Nord, Arirang a été revisitée par la propagande de l'ancien numéro un du pays, Kim Il-sung, afin d'en faire un hymne à la gloire de l'armée et du peuple.
Ayant par conséquent perdu tout son contenu original, Gunmin Arirang (coréen : 군민아리랑), littéralement, Arirang du peuple, n'a gardé qu'une partie de son refrain qui puisse lui permettre d'être apparentée aux autres versions de Arirang.
| Hangeul | Romanisation | Traduction |
| --- | --- | --- |
| 군대는 인민들의 미더운 아들딸이요 인민은 병사들의 정다운 부모형젤세 정이 통해 한가정 아리 아리랑 뜻이 통해 한마음 아리 아리랑 군민일치 꽃 피우니, 노래 춤 흥이로세 아리 아리랑 스리 스리랑, 군민아리랑 군대는 인민 위해 생명도 바치여 가고 인민는 군대 위해 만가지 정성 다하네 오기는 맘 끝 없어, 아리 아리랑 혈육의 정 뜨거워, 아리 아리랑 군민일치 꽃 피우니, 한 마음 한 뜻일세 아리 아리랑 스리 스리랑, 군민아리랑 군민이 뭉친 힘은 온 사회 밀뿌리되여 정군님 선군령도 승리로 받들어 가네 어깨 곁고 손 잡고 아리 아리랑 마음 맞취 발 맞취 아리 아리랑 군민일치 꽃 피우니 내 나라 강국일세 아리 아리랑 스리 스리랑, 군민아리랑 군민일치 꽃 피우니 내 나라 강국일세 아리 아리랑 스리 스리랑, 군민아리랑 | gundaeneun inmindeul-ui mideoun adeulttal-iyo inmin-eun byeongsadeul-ui jeongdaun bumohyeongjelse jeong-i tonghae hangajeong ali alilang tteus-i tonghae hanma-eum ali alilang gunmin-ilchi kkoch piuni, nolae chum heung-ilose ali alilang seuli seulilang, gunmin-alilang gundaeneun inmin wihae saengmyeongdo bachiyeo gago inminneun gundae wihae mangaji jeongseong dahane ogineun mam kkeut eobs-eo, ali alilang hyeol-yug-ui jeong tteugeowo, ali alilang gunmin-ilchi kkoch piuni, han ma-eum han tteus-ilse ali alilang seuli seulilang, gunmin-alilang gunmin-i mungchin him-eun on sahoe milppulidoeyeo jeong-gunnim seongunlyeongdo seunglilo baddeul-eo gane eokkae gyeotgo son jabgo ali alilang ma-eum majchwi bal majchwi ali alilang gunmin-ilchi kkoch piuni nae nala gang-gug-ilse ali alilang seuli seulilang, gunmin-alilang gunmin-ilchi kkoch piuni nae nala gang-gug-ilse ali alilang seuli seulilang, gunmin-alilang | Cette armée est les humbles fils et filles du peuple. Le peuple sont les soldats Une famille dans l'Ari Arirang Signifié en cœur Ari Arirang L'harmonie des fleurs du consensus s'épanouissent, chantant, dansant Ari Arirang, Sri Srirang, Arirang militaire L'armée dévoue sa vie au peuple Le peuple est dédié à l'armée Je ne craint pas de venir, Ari Arirang Mon sang boue, Ari Arirang Les fleurs du consensus s'épanouissent en cœur Ari Arirang, Sri Srirang, Arirang militaire Les forces du peuples sont réunies et l'entière société est enracinée dans le froment La victoire certaine de Jung-gun est sur la route épaulés mains dans la mains, Ari Arirang d'un même cœur, Ari Arirang C'est la force de mon pays Ari Arirang, Sri Srirang, Arirang militaire, C'est la force de mon pays Ari Arirang, Sri Srirang, Arirang militaire. |